# NGC 6045
NGC 6045 (również PGC 57031 lub UGC 10177) – galaktyka spiralna z poprzeczką (SBc), znajdująca się w gwiazdozbiorze Herkulesa. Odkrył ją Lewis A. Swift 27 czerwca 1886 roku. Należy do Gromady w Herkulesie. Jest to galaktyka z aktywnym jądrem typu LINER.
Towarzyszy jej znacznie mniejsza galaktyka PGC 84720, nazywana czasem NGC 6045B i prawie na pewno należąca do tej samej gromady galaktyk; nie jest jednak pewne, czy leżą one na tyle blisko siebie, by być ze sobą fizycznie związane. Halton Arp w swoim Atlasie Osobliwych Galaktyk skatalogował tę parę galaktyk pod numerem Arp 71.
Na północ od NGC 6045 znajduje się ponadto mała i bardzo słabo widoczna galaktyka SDSS J160508.8+174545, oznaczana przez niektóre katalogi numerem NGC 6045C, ale na razie prawie nic o niej nie wiadomo.